# Beinn Bhuidhe
Der Beinn Bhuidhe oder Ben Bhuidhe ist ein 948 m (3.110 ft) hoher Berg in Schottland. Sein gälischer Name bedeutet Gelber Hügel. Der Berg liegt in einem einsamen Moorland östlich von Loch Awe und westlich der Arrochar Alps am oberen Talende des in Loch Fyne führenden Glen Fyne. Er ist als Munro eingestuft. 

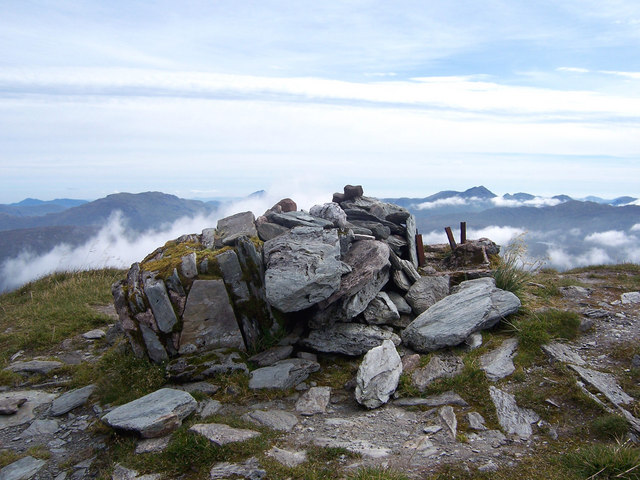
Die Gipfelmarkierung des Beinn Bhuidhe

Seine westliche Lage und Höhe führt dazu, dass der relativ steile und felsige Gipfel des Beinn Bhuidhe dem Wetter sehr ausgesetzt ist, zugleich aber eine sehr weite Sicht über den gesamten westlich liegenden Küstenbereich möglich ist. Der höchste Punkt des Beinn Bhuidhe liegt im Südwesten des langen, von Nordosten nach Südwesten verlaufenden Gipfelgrats. Im Nordosten spaltet sich der Grat in zwei, jeweils in etwas niedrigere Tops auslaufende Seitengrate auf. 
Aufgrund seiner isolierten Lage und der damit erforderlichen langen Zustiege gehört der Beinn Bhuidhe zu den von Bergwanderern eher selten besuchten Munros. Der am meisten frequentierte Zustieg führt von Inverchorachan House im oberen Teil des Glen Fyne über die steile Südostseite des Bergmassivs. Bis Inverchorachan House ist zudem ein etwa acht Kilometer langer Fußmarsch durch Glen Fyne von der an der A83 am Nordende von Loch Fyne liegenden Ansiedlung Clachan erforderlich. Weitere Zustiegsmöglichkeiten bestehen von Südwesten aus dem über Inveraray erreichbaren Glen Shira.